# Campeonato Uruguayo de Rugby 2012
El Campeonato Uruguayo de Rugby 2012 o simplemente Uruguayo de Rugby 2012 es la 62.ª edición de este torneo de Primera División. En las instalaciones de BlueCross & BlueShield del Uruguay se efectuó el lanzamiento del torneo con la presencia de capitanes y directivos de los clubes, autoridades de la URU y de la prestadora de servicios médicos.

## Equipos participantes
- Carrasco Polo Club
- Club Champagnat Rugby
- Los Cuervos Rugby
- Montevideo Cricket Club
- Old Boys Club
- Old Christians Club
- Pucaru Stade Gaulois
- Trébol Rugby Club (Paysandú)
- Lobos Rugby (Punta del Este)

## Posiciones[2]
| Pos. | Equipo         | Encuentros | Encuentros | Encuentros | Encuentros | Bonus  | Bonus   | Puntos Totales |
| Pos. | Equipo         | jugados    | ganados    | empatados  | perdidos   | ofens. | defens. | Puntos Totales |
| ---- | -------------- | ---------- | ---------- | ---------- | ---------- | ------ | ------- | -------------- |
| 1    | Carrasco Polo  | 16         | 14         | 0          | 2          | 10     | 1       | 67             |
| 2    | Old Christians | 16         | 13         | 1          | 2          | 8      | 2       | 64             |
| 3    | Trébol         | 16         | 11         | 0          | 5          | 6      | 2       | 52             |
| 4    | Old Boys       | 16         | 10         | 2          | 4          | 4      | 2       | 50             |
| 5    | PSG            | 16         | 8          | 1          | 7          | 6      | 2       | 42             |
| 6    | Los Cuervos    | 16         | 6          | 2          | 8          | 2      | 5       | 35             |
| 7    | Cricket        | 16         | 4          | 0          | 12         | 1      | 3       | 20             |
| 8    | Champagnat     | 16         | 1          | 3          | 12         | 0      | 0       | 10             |
| 9    | Lobos          | 16         | 0          | 1          | 15         | 1      | 2       | 5              |

Nota: Se otorgan 4 puntos al equipo que gane un partido, 2 al que empate y 0 al que pierda
Puntos Bonus: 1 punto por convertir 4 tries o más en un partido y 1 al equipo que pierda por no más de 7 tantos de diferencia
|  | Clasificados a Semifinales |

|  | Clasificados a cuartos de final |

## Primera Rueda[3]
| 14 de abril | Lobos | 5 - 33  | PSG |  |  |
|             |       | Reporte |     |  |  |

| 14 de abril | Carrasco Polo | 56 - 0  | Los Cuervos | cancha de Carrasco Polo, Montevideo |  |
|             |               | Reporte |             |                                     |  |

| 14 de abril | Champagnat | 9 - 21  | Cricket | cancha de Champagnat, Montevideo |  |
|             |            | Reporte |         |                                  |  |

| 15 de abril | Old Boys | 24 - 20 | Trébol | cancha de Old Boys, Montevideo |  |
|             |          | Reporte |        |                                |  |

| 21 de abril 15:45 | Old Boys | 45 - 0  | Lobos | cancha de Old Boys, Montevideo |                             |
|                   |          | Reporte |       | Árbitro(s): Eduardo Benglio    | Árbitro(s): Eduardo Benglio |

| 21 de abril 15:45 | PSG | 36 - 26 | Champagnat | cancha de PSG, Montevideo |                         |
|                   |     | Reporte |            | Árbitro(s): Luis Balbis   | Árbitro(s): Luis Balbis |

| 21 de abril 15:45 | Cricket | 6 - 10  | Los Cuervos |                           |                           |
|                   |         | Reporte |             | Árbitro(s): Luis Caviglia | Árbitro(s): Luis Caviglia |

| 22 de abril 15:45 | Trébol | 3 - 46  | Old Christians | cancha del Paysandú Golf Club, Paysandú |                              |
|                   |        | Reporte |                | Árbitro(s): Víctor Rabufetti            | Árbitro(s): Víctor Rabufetti |

| 18 de abril 15:45 | Old Christians | 19 - 8  | Carrasco Polo | Campo deportivo San Patricio, Montevideo |                             |
|                   |                | Reporte |               | Árbitro(s): Eduardo Blengio              | Árbitro(s): Eduardo Blengio |

| 18 de abril 15:45 | Champagnat | 16 - 16 | Old Boys |                            |                            |
|                   |            | Reporte |          | Árbitro(s): Rodolfo Crocci | Árbitro(s): Rodolfo Crocci |

| 18 de abril 15:45 | Los Cuervos | 5 - 39  | PSG | cancha de Los Cuervos, Montevideo |                             |
|                   |             | Reporte |     | Árbitro(s): Gustavo Gerbasi       | Árbitro(s): Gustavo Gerbasi |

| 18 de abril 16:00 | Lobos | 8 - 12  | Trébol | Country Los Teros, Ciudad de la Costa |                            |
|                   |       | Reporte |        | Árbitro(s): Joaquín Montes            | Árbitro(s): Joaquín Montes |

| 5 de mayo 15:45 | Champagnat | 13 - 13 | Lobos |                             |                             |
|                 |            | Reporte |       | Árbitro(s): Gustavo Gerbasi | Árbitro(s): Gustavo Gerbasi |

| 5 de mayo 15:45 | Old Christians | 29 - 6  | Cricket | cancha de Old Christians, Montevideo |                             |
|                 |                | Reporte |         | Árbitro(s): Marcelo Piñeyro          | Árbitro(s): Marcelo Piñeyro |

| 5 de mayo 15:45 | Old Boys | 27 - 22 | Los Cuervos | cancha de Old Boys, Montevideo |                            |
|                 |          | Reporte |             | Árbitro(s): Joaquín Montes     | Árbitro(s): Joaquín Montes |

| 6 de mayo 15:45 | Trébol | 7 - 34  | Carrasco Polo | cancha del Paysandú Golf Club, Paysandú |                               |
|                 |        | Reporte |               | Árbitro(s): Alejandro Longres           | Árbitro(s): Alejandro Longres |

| 19 de mayo | Carrasco Polo | 33 - 10 | Cricket | cancha de Carrasco Polo, Montevideo |  |
|            |               | Reporte |         |                                     |  |

| 19 de mayo | Lobos | 0 - 30  | Los Cuervos |  |  |
|            |       | Reporte |             |  |  |

| 19 de mayo | PSG | 12 - 12 | Old Crhistians | cancha del Liceo Francés, Montevideo |                            |
|            |     | Reporte |                | Árbitro(s): Joaquín Montes           | Árbitro(s): Joaquín Montes |

| 20 de mayo | Champagnat | 0 - 49  | Trébol |                            |                            |
|            |            | Reporte |        | Árbitro(s): Rodolfo Crocci | Árbitro(s): Rodolfo Crocci |

| 26 de mayo | Old Christians | 28 - 11 | Old Boys | cancha de Old Christians, Montevideo |                        |
|            |                | Reporte |          | Árbitro(s): A. Lalanne               | Árbitro(s): A. Lalanne |

| 26 de mayo | Carrasco Polo | 42 - 7  | PSG | cancha del PSG, Montevideo  |                             |
|            |               | Reporte |     | Árbitro(s): Gustavo Gerbasi | Árbitro(s): Gustavo Gerbasi |

| 26 de mayo | Los Cuervos | 32 - 12 | Champagnat |  |  |
|            |             | Reporte |            |  |  |

| 27 de mayo 15:45 | Trébol | 47 - 14 | Cricket | cancha del Paysandú Golf Club, Paysandú |                         |
|                  |        | Reporte |         | Árbitro(s): Luis Balbis                 | Árbitro(s): Luis Balbis |

| 2 de junio | Cricket | 8 - 39  | PSG |  |  |
|            |         | Reporte |     |  |  |

| 2 de junio | Old Boys | 19 - 13 | Carrasco Polo | cancha de Old Boys, Montevideo |  |
|            |          | Reporte |               |                                |  |

| 2 de junio 15:45 | Lobos | 3 - 59  | Old Christians | cancha de Lobos Rugby, Punta del Este |                              |
|                  |       | Reporte |                | Árbitro(s): Henrique Platais          | Árbitro(s): Henrique Platais |

| 3 de junio | Los Cuervos | 12 - 16 | Trébol | cancha de Los Cuervos, Montevideo |                            |
|            |             | Reporte |        | Árbitro(s): Joaquín Montes        | Árbitro(s): Joaquín Montes |

| 9 de junio | Cricket | 10 - 34 | Old Boys | cancha de Cricket, Montevideo |  |
|            |         | Reporte |          |                               |  |

| 9 de junio | Old Christians | 55 - 19 | Champagnat | cancha de Old Christians, Montevideo |  |
|            |                | Reporte |            |                                      |  |

| 9 de junio | Carrasco Polo | 48 - 32 | Lobos |  |  |
|            |               | Reporte |       |  |  |

| 10 de junio 15:45 | Trébol | 32 - 24 | PSG | cancha del Paysandú Golf Club, Paysandú |                            |
|                   |        | Reporte |     | Árbitro(s): Joaquín Montes              | Árbitro(s): Joaquín Montes |

| 23 de junio | PSG | 23 - 20 | Old Boys | cancha de PSG, Montevideo |  |
|             |     | Reporte |          |                           |  |

| 23 de junio | Los Cuervos | 17 - 40 | Old Christians | cancha de Los Cuervos, Montevideo |                     |
|             |             | Reporte |                | Árbitro(s): Blengio               | Árbitro(s): Blengio |

| 23 de junio | Carrasco Polo | 52 - 0  | Champagnat | cancha de Carrasco Polo, Montevideo |  |
|             |               | Reporte |            |                                     |  |

| 23 de junio | Lobos | 3 - 22  | Cricket |  |  |
|             |       | Reporte |         |  |  |

## Segunda Rueda[3]
| 30 de junio 15:45 | Los Cuervos | 12 - 26 | Carrasco Polo | cancha de Los Cuervos, Montevideo |                           |
|                   |             | Reporte |               | Árbitro(s): Hazael Manzur         | Árbitro(s): Hazael Manzur |

| 30 de junio 15:45 | Cricket | 36 - 20 | Champagnat | cancha de Champagnat, Montevideo |                               |
|                   |         | Reporte |            | Árbitro(s): Claudio Cativelli    | Árbitro(s): Claudio Cativelli |

| 30 de junio 15:45 | PSG | 29 - 11 | Lobos | cancha de PSG, Montevideo  |                            |
|                   |     | Reporte |       | Árbitro(s): Rodolfo Crocci | Árbitro(s): Rodolfo Crocci |

| 1 de julio 15:45 | Trébol | 25 - 18 | Old Boys | cancha del Paysandú Golf Club, Paysandú |                               |
|                  |        | Reporte |          | Árbitro(s): Alejandro Longres           | Árbitro(s): Alejandro Longres |

| 8 de julio | Lobos | 3 - 18  | Old Boys | Complejo deportivo del Cantegril Country Club, Punta del Este |                          |
|            |       | Reporte |          | Árbitro(s): Carlos Bueno                                      | Árbitro(s): Carlos Bueno |

| 8 de julio | Champagnat | 14 - 31 | PSG | cancha de Champagnat, Montevideo |  |
|            |            | Reporte |     |                                  |  |

| 8 de julio | Los Cuervos | 18 - 5  | Cricket | cancha de Los Cuervos, Montevideo |                             |
|            |             | Reporte |         | Árbitro(s): Eduardo Blengio       | Árbitro(s): Eduardo Blengio |

| 9 de julio | Old Christians | 42 - 9  | Trébol | cancha de Old Christians, Montevideo |                            |
|            |                | Reporte |        | Árbitro(s): Joaquín Montes           | Árbitro(s): Joaquín Montes |

| 28 de julio 15:45 | Carrasco Polo | 19 - 17 | Old Christians | cancha de Carrasco Polo, Montevideo |                              |
|                   |               | Reporte |                | Árbitro(s): Martín Rodríguez        | Árbitro(s): Martín Rodríguez |

| 28 de julio 15:45 | Old Boys | 50 - 8  | Champagnat | cancha de Old Boys, Montevideo |                          |
|                   |          | Reporte |            | Árbitro(s): Carlos Bueno       | Árbitro(s): Carlos Bueno |

| 28 de julio 15:45 | PSG | 12 - 13 | Los Cuervos | cancha de PSG, Montevideo  |                            |
|                   |     | Reporte |             | Árbitro(s): Rodolfo Crocci | Árbitro(s): Rodolfo Crocci |

| 28 de julio 15:45 | Trébol | 36 - 5  | Lobos | Country Los Teros, Ciudad de la Costa |                                |
|                   |        | Reporte |       | Árbitro(s): Claudio Cattivelli        | Árbitro(s): Claudio Cattivelli |

| 4 de agosto | Lobos | 8 - 23  | Champagnat |  |  |
|             |       | Reporte |            |  |  |

| 4 de agosto | Cricket | 5 - 22  | Old Christians |  |  |
|             |         | Reporte |                |  |  |

| 4 de agosto | Los Cuervos | 9 - 9   | Old Boys | cancha de Los Cuervos, Montevideo |  |
|             |             | Reporte |          |                                   |  |

| 5 de agosto | Carrasco Polo | 12 - 10 | Trébol |  |  |
|             |               | Reporte |        |  |  |

| 11 de agosto 15:45 | Cricket | 15 - 36 | Carrasco Polo |                          |                          |
|                    |         | Reporte |               | Árbitro(s): Carlos Bueno | Árbitro(s): Carlos Bueno |

| 11 de agosto 15:45 | Los Cuervos | 39 - 5  | Lobos |                              |                              |
|                    |             | Reporte |       | Árbitro(s): Henrique Platais | Árbitro(s): Henrique Platais |

| 11 de agosto 15:45 | Old Christians | 21 - 9  | PSG |                            |                            |
|                    |                | Reporte |     | Árbitro(s): Rodolfo Crocci | Árbitro(s): Rodolfo Crocci |

| 11 de agosto 20:00 | Trébol | 48 - 7  | Champagnat | cancha del Paysandú Golf Club, Paysandú |                               |
|                    |        | Reporte |            | Árbitro(s): Ricardo Sant'Anna           | Árbitro(s): Ricardo Sant'Anna |

| 18 de agosto 15:45 | Champagnat | 5 - 5   | Los Cuervos | cancha de Champagnat, Montevideo |                                |
|                    |            | Reporte |             | Árbitro(s): Claudio Cattivelli   | Árbitro(s): Claudio Cattivelli |

| 18 de agosto 15:45 | Carrasco Polo | 61 - 3  | PSG | cancha de Carrasco Polo, Montevideo |                             |
|                    |               | Reporte |     | Árbitro(s): Eduardo Blengio         | Árbitro(s): Eduardo Blengio |

| 18 de agosto 15:45 | Old Boys | 8 - 3   | Old Christians | cancha de Old Boys, Montevideo |                        |
|                    |          | Reporte |                | Árbitro(s): Tomanovich         | Árbitro(s): Tomanovich |

| 19 de agosto 15:45 | Cricket | 9 - 22  | Trébol | cancha de Cricket, Montevideo |                             |
|                    |         | Reporte |        | Árbitro(s): Gustavo Gerbasi   | Árbitro(s): Gustavo Gerbasi |

| 1 de setiembre 15:45 | PSG | 20 - 19 | Cricket | cancha de PSG, Montevideo     |                               |
|                      |     | Reporte |         | Árbitro(s): Alejandro Longres | Árbitro(s): Alejandro Longres |

| 1 de setiembre 15:45 | Carrasco Polo | 30 - 19 | Old Boys | cancha de Carrasco Polo, Montevideo |                             |
|                      |               | Reporte |          | Árbitro(s): Gustavo Gerbasi         | Árbitro(s): Gustavo Gerbasi |

| 1 de setiembre 15:45 | Old Christians | 57 - 10 | Lobos | cancha de Old Boys, Montevideo |                            |
|                      |                | Reporte |       | Árbitro(s): Joaquín Montes     | Árbitro(s): Joaquín Montes |

| 2 de setiembre 15:45 | Trébol | 22 - 19 | Los Cuervos | cancha del Paysandú Golf Club, Paysandú |                          |
|                      |        | Reporte |             | Árbitro(s): Carlos Bueno                | Árbitro(s): Carlos Bueno |

| 8 de setiembre 15:45 | Old Boys | 13 - 11 | Cricket |                          |                          |
|                      |          | Reporte |         | Árbitro(s): Carlos Bueno | Árbitro(s): Carlos Bueno |

| 8 de setiembre 15:45 | Champagnat | 21 - 35 | Old Christians |                             |                             |
|                      |            | Reporte |                | Árbitro(s): Eduardo Blengio | Árbitro(s): Eduardo Blengio |

| 8 de setiembre 15:45 | Lobos | 3 - 46  | Carrasco Polo |                                |                                |
|                      |       | Reporte |               | Árbitro(s): Claudio Cattivelli | Árbitro(s): Claudio Cattivelli |

| 9 de setiembre 15:45 | PSG | 13 - 19 | Trébol |                             |                             |
|                      |     | Reporte |        | Árbitro(s): Gustavo Gerbasi | Árbitro(s): Gustavo Gerbasi |

| 16 de setiembre | Old Boys | 24 - 12 | PSG |  |  |
|                 |          | Reporte |     |  |  |

| 16 de setiembre | Old Christians | 21 - 16 | Los Cuervos |  |  |
|                 |                | Reporte |             |  |  |

| 16 de setiembre | Cricket | 6 - 3   | Lobos |  |  |
|                 |         | Reporte |       |  |  |

| 16 de setiembre | Champagnat | 10 - 71 | Carrasco Polo |  |  |
|                 |            | Reporte |               |  |  |

## Play-offs

### Copa de Oro
|  | Cuartos de Final | Cuartos de Final |          |    | Finales       | Finales |  |  |  |  |
|  | Cuartos de Final | Cuartos de Final |          |    | Finales       | Finales |  |  |  |  |
|  |                  |                  |          |    |               |         |  |  |  |  |
|  |                  |                  |          |    |               |         |  |  |  |  |
|  |                  |                  |          |    |               |         |  |  |  |  |
|  | Carrasco Polo    | 33               |          |    |               |         |  |  |  |  |
|  | Carrasco Polo    | 33               | Old Boys | 18 |               |         |  |  |  |  |
|  | Old Boys         | 12               | Old Boys | 18 |               |         |  |  |  |  |
|  | Old Boys         | 12               | PSG      | 12 |               |         |  |  |  |  |
|  |                  |                  | PSG      | 12 | Carrasco Polo | 30      |  |  |  |  |
|  |                  |                  |          |    | Carrasco Polo | 30      |  |  |  |  |
|  |                  | Old Christians   | 6        |    |               |         |  |  |  |  |
|  | Trébol           | Old Christians   | 6        | 26 |               |         |  |  |  |  |
|  | Trébol           | Trébol           | 3        | 26 |               |         |  |  |  |  |
|  | Los Cuervos      | Trébol           | 3        | 18 |               |         |  |  |  |  |
|  | Los Cuervos      | Old Christians   | 10       | 18 |               |         |  |  |  |  |
|  |                  | Old Christians   | 10       |    |               |         |  |  |  |  |

### Cuartos de final
| 22 de setiembre 15:45 | Old Boys | 18 - 12 | PSG | cancha del British, Montevideo |                            |
|                       |          | Reporte |     | Árbitro(s): Joaquín Montes     | Árbitro(s): Joaquín Montes |

| 23 de setiembre 15:45 | Trébol | 26 - 18 | Los Cuervos | cancha del Paysandú Golf Club, Paysandú |                            |
|                       |        | Reporte |             | Árbitro(s): Joaquín Montes              | Árbitro(s): Joaquín Montes |

### Semifinales
| 29 de setiembre 14:00 | Christians | 10 - 3  | Trébol | cancha de Montevideo Cricket, Montevideo |                             |
|                       |            | Reporte |        | Árbitro(s): Eduardo Blengio              | Árbitro(s): Eduardo Blengio |

| 29 de setiembre 16:00 | Carrasco Polo | 33 - 12 | Old Boys | cancha de Montevideo Cricket, Montevideo |                             |
|                       |               | Reporte |          | Árbitro(s): Gustavo Gerbasi              | Árbitro(s): Gustavo Gerbasi |

### Final
| 6 de octubre 16:00 | Carrasco Polo | 30 - 6  | Old Christians | Estadio Charrúa, Montevideo |                             |
|                    |               | Reporte |                | Árbitro(s): Eduardo Blengio | Árbitro(s): Eduardo Blengio |

| Campeón Carrasco Polo |
| Vigésimo sexto título |